# 崔海洋
崔海洋（1972年7月—），男，朝鲜族，吉林柳河人，中华人民共和国政治人物。现任贵州大学人文社科处处长，教授，民盟贵州省委副主委。第十四届全国政协委员。